# Шалкодинський сільський округ
Шалкоди́нський сільський округ (каз. Шалкөде ауылдық округі, рос. Шалкодинский сельский округ) — адміністративна одиниця у складі Райимбецького району Алматинської області Казахстану. Адміністративний центр — село Шалкоде.
Населення — 2201 особа (2021; 3609 у 2009, 3579 у 1999, 3846 у 1989).
Станом на 1989 рік існувала Шалкодинська сільська рада (села Талас, Шалкоде).

## Склад
До складу округу входять такі населені пункти:
| Населений пункт | Населення, осіб (1989) | Населення, осіб (1999) | Населення, осіб (2009) | Населення, осіб (2021) |
| --------------- | ---------------------- | ---------------------- | ---------------------- | ---------------------- |
| Талас, село     | 1711                   | 1718                   | 1682                   | 1107                   |
| Шалкоде, село   | 2135                   | 1861                   | 1927                   | 1085                   |
| --Шопандар      | -                      | -                      | -                      | 9                      |